# Nina Petrick
Nina Petrick (* 1965 in Berlin) ist eine deutsche Autorin.

## Leben
Nina Petrick studierte einige Semester Germanistik und Kunstgeschichte. Sie schrieb ab 1992 Kinder- und Jugendbücher, Belletristik und Kurzgeschichten. 1994 erreichte ihr Prosatext Vaterliebe beim 3. Berliner Jugend-Literatur-Wettbewerb eine lobende Anerkennung und sie erhielt 1995 ein Käthe-Dorsch-Stipendium. Seit 1997 arbeitet sie als freie Autorin für verschiedene Verlage und den Rundfunk und ist als Jurorin bei Lesewettbewerben tätig. Die Autorin lebt mit ihrem Mann und ihrer Tochter in Berlin. Nina Petrick ist die Tochter der Maler Helma und Wolfgang Petrick.

### Auszeichnungen
Für ihren ersten Roman „Die Regentrinkerin“ erhielt sie 1996 den Peter-Härtling-Preis.

## Werke

### Romane
- Herz los. Beltz & Gelberg, 1998.
- Die Regentrinkerin. Beltz Verlag, 1997, ISBN 3-407-78811-8.
- Familienlandschaft. Beltz Verlag, 2002, ISBN 3-407-78926-2.
- Geheimzeit. Deutscher Taschenbuch Verlag, 2004, ISBN 3-423-70876-X.
- Prinzessin für einen Tag. Boje Verlag, 2006, ISBN 3-414-82011-0.
- Die unglaubliche Fledermaustante mit Bildern von Barbara Korthues. Deutscher Taschenbuch Verlag, 2006, ISBN 3-423-71162-0.
- Luzies zweite Chance. Boje Verlag, 2007, ISBN 978-3-414-82057-0.
- Charlie und die Halstuchbande. Deutscher Taschenbuch Verlag, 2007, ISBN 978-3-423-71244-6.
- Charlie und der Diamantenräuber. Deutscher Taschenbuch Verlag, 2009, ISBN 978-3-423-71363-4.
- Zweimal Marie. Tulipan Verlag, 2009, ISBN 978-3-939944-34-8.
- Anna, Max und das Schneewunder. mit Bildern von Regina Kehn. Tulipan Verlag, 2010, ISBN 978-3-939944-58-4.
- Lilli lässt sich nicht erpressen. Arena Verlag, 2011, ISBN 978-3-401-02786-9.
- Mafalda Mädschick – Ein verhexter Geburtstag. Tulipan Verlag, 2011, ISBN 978-3-939944-74-4.
- Plötzlich Hexe Verzaubert noch mal. Ravensburger Verlag, 2015, ISBN 978-3-473-36918-8.
- Charlie und die Halstuchbande. Graphiti Verlag, 2015, ISBN 978-3-95999-022-6.
- Lilli Kolibri. Die geheimnisvolle Zauberblume. Loewe Verlag, 2018, ISBN 978-3-7855-8694-5.
- Lilli Kolibri. Die Verwandlung der Königspalmen. Loewe Verlag, 2018, ISBN 978-3-7855-8695-2.
- Lilli Kolibri. Das verwunschene Paradies. Loewe Verlag, 2019, ISBN 978-3-7855-8696-9.
- Lilli Colibri. In Cautarea Comori. Booklet Fiction, 2019, ISBN 978-606-590-702-7.
- Zweimal Marie. Büchergilde Gutenberg, 2019, ISBN 978-3-7632-7139-9.
- Leselöwen-Klassenfahrtgeschichten. 2. Klasse. Loewe Verlag, 2020, ISBN 978-3-7432-0486-7.
- Leselöwen-Feengeschichten. 2. Klasse. Loewe Verlag, 2020, ISBN 978-3-7432-0621-2.
- Doppelt gebucht. Tulipan Verlag, 2021, ISBN 978-3-86429-499-0.

### Aus der ReiheDuden Lesedetektive
- Das Picknick im Wald. Bibliographisches Institut Verlag, 2008, ISBN 978-3-411-70809-3.
- Achtung, wir kochen! Bibliographisches Institut Verlag, 2010, ISBN 978-3-411-70828-4.
- mit Hanneliese Schulze: Ausflüge mit Hindernissen. Bibliographisches Institut Verlag, 2010, ISBN 978-3-411-70748-5.
- Ein Kuchen verschwindet. Fischer Duden Kinderbuch, 2014, ISBN 978-3-7373-3618-5.
- Der zauberhafte Elfenbaum. Fischer Duden Kinderbuch, 2015, ISBN 978-3-7373-3232-3.